# Parnelli
Parnelli je nekdanje ameriško moštvo in konstruktor Formule 1, ki je v Formuli 1 sodelovalo med sezonama 1974 in 1976. Skupno je moštvo nastopilo na šestnajstih dirkah in osvojilo šest prvenstvenih točk, ki jih je osvojil edini moštveni dirkač Mario Andretti s četrtim mestom na Veliki nagradi Švedske in petim mestom na Veliki nagradi Francije v sezoni 1975 ter šestim mestom na Veliki nagradi Južne Afrike v sezoni 1976.

## Popoln pregled rezultatov
(legenda) 
| Leto | Dirkač         | Šasija         | Motor   | 1       | 2     | 3        | 4       | 5       | 6   | 7     | 8   | 9     | 10    | 11     | 12      | 13      | 14      | 15      | 16  | Toč | Prv |
| ---- | -------------- | -------------- | ------- | ------- | ----- | -------- | ------- | ------- | --- | ----- | --- | ----- | ----- | ------ | ------- | ------- | ------- | ------- | --- | --- | --- |
| 1974 | Mario Andretti | Parnelli VPJ4  | Ford V8 | ARG     | BRA   | JAR      | ŠPA     | BEL     | MON | ŠVE   | NIZ | FRA   | VB    | NEM    | AVT     | ITA     | KAN 7   | ZDA DSQ |     | 0   | -   |
| 1975 | Mario Andretti | Parnelli VPJ4  | Ford V8 | ARG Ret | BRA 7 | JAR 17   | ŠPA Ret | MON Ret | BEL | ŠVE 4 | NIZ | FRA 5 | VB 12 | NEM 10 | AVT Ret | ITA Ret | ZDA Ret |         |     | 5   | 10. |
| 1976 | Mario Andretti | Parnelli VPJ4B | Ford V8 | BRA     | JAR 6 | ZZDA Ret | ŠPA     | BEL     | MON | ŠVE   | FRA | VB    | NEM   | AVT    | NIZ     | ITA     | KAN     | ZDA     | JAP | 1   | 13. |